# ائوسکیرش
شهر ائوسکیرش در ایالت نوردراین-وستفالن در کشور آلمان واقع شده است.